# Havelsee
Havelsee település Németországban, azon belül Brandenburgban. Lakosainak száma 3212 fő (2023. december 31.).

## Népesség
A település népességének változása:
| Lakosok száma | 3229 | 3242 | 3248 | 3229 | 3212 |
|               | 2017 | 2019 | 2021 | 2022 | 2023 |